# Liubinbu
Liubinbu (kinesiska: 刘斌堡) är en socken i Kina. Den ligger i stadsdistriket Yanqing i Pekings storstadsområde, i den norra delen av landet, omkring 73 kilometer norr om stadskärnan. Antalet invånare är 6 088. Befolkningen består av 2 932 kvinnor och 3 156 män. Barn under 15 år utgör 12,0 %, vuxna 15-64 år 71 %, och äldre över 65 år 15,0 %.